# Pronectria xanthoriae
Pronectria xanthoriae är en lavart som beskrevs av Lowen & Diederich 1990. Pronectria xanthoriae ingår i släktet Pronectria och familjen Bionectriaceae.  Arten är reproducerande i Sverige. Inga underarter finns listade i Catalogue of Life.